# Nicky Salapu
Nicky Vitolio Salapu (* 13. September 1980 in Amerikanisch-Samoa) ist ein amerikanisch-samoanischer Fußballspieler auf der Position eines Torhüters. Er ist aktuell für PanSa East FC und die amerikanisch-samoanische Fußballnationalmannschaft aktiv.

## Karriere

### Verein
Die Karriere auf Vereinsebene begann Salapu in seiner amerikanisch-samoanischen Heimat bei PanSa East, für den er bis zum Jahr 2011 spielte. Mit dem Verein wurde er 2000, 2001, 2002 und 2005 insgesamt viermal amerikanisch-samoanischer Meister. Am 20. November 2011 unterschrieb er beim indonesischen Erstligisten  Mitra Kukar. Im Sommer 2013 kehrte er Indonesien den Rücken und wechselte zurück nach Amerikanisch-Samoa zum PanSa East. Einen in vielen Quellen beschriebenen Wechsel nach Österreich im Jahr 2008 zum Verein SC Mauerbach widersprach Salapu in einen Interview.

### Nationalmannschaft
Sein Debüt für die Amerikanisch-samoanische Fußballnationalmannschaft gab Salapu am 7. April 2001 gegen Fidschi. Er nahm an mehreren Qualifikationsspielen für die Fußball-Weltmeisterschaft teil, konnte bisher jedoch keine nennenswerten Erfolge erzielen. Salapu bestritt bislang 22 A-Länderspiele und ist damit Rekordnationalspieler der Auswahl von Amerikanisch-Samoa. Seinen letzten Einsatz im Trikot der Nationalelf absolvierte er am 18. Juli 2019 gegen die Mannschaft aus Tahiti
Am 11. April 2001 kassierte Salapu im Länderspiel gegen Australien 31 Gegentore. Damit hält er einen bis heute gültigen Weltrekord. In seinen bisher 22 Länderspielen für sein Heimatland kassierte Salapu insgesamt 161 Gegentore.

### Erfolge
Amerikanisch-samoanischer Meister: 2000, 2001, 2002, 2005